# Kurzejewo
Kurzejewo – wieś kociewska w Polsce położona w województwie kujawsko-pomorskim, w powiecie świeckim, w gminie Warlubie. Miejscowość jest częścią sołectwa Warlubie.
W latach 1975–1998 miejscowość administracyjnie należała do województwa bydgoskiego. Według Narodowego Spisu Powszechnego (III 2011 r.) liczyła 169 mieszkańców. Jest dziesiątą co do wielkości miejscowością gminy Warlubie.